# 脆弱X症候群
脆弱X症候群（ぜいじゃくエックスしょうこうぐん、フラジャイルエックスしょうこうぐん:FXS）は、2006年現在唯一遺伝性であることが確認されている知的障害である。英語ではfragile X syndrome。
X染色体の異常に起因する疾患で、精神発達障害（場合によっては知的障害）、情緒不安定、注意欠陥と多動性、自閉症様症状、長い顔・大きな耳・扁平な足、関節（特に手指）の過伸展を伴う。男性の方が女性より症状が重く、大部分が精神発達遅滞をみせる。全人口中1000 - 2500人に1人と頻度の高い疾患である。
X染色体中には脳の発達に必須な遺伝子の一つFMR1遺伝子が含まれる。FMR1遺伝子は通常6-45のCGGコドンのリピート（繰り返し配列）を持つが、脆弱X症候群、特に全変異例ではリピートが200を越す。そうなると正常なタンパク質（脆弱X蛋白）が合成されなくなり、脳の発達に異常を来す。なかには前変異状態で、染色体に異常はあるものの症状を示さない場合もある（保因者）。
脆弱X症候群のDNA診断は1992年に確立され、どの医師でも保因者、全変異例共発見できるようになった。現在のところ承認された治療法はなく、患者に適した指導を行いできるだけ良い生活が送れるようにすることが重要である。

## 自閉症への治療検討
FXS患者の3人に1人は自閉症スペクトラム障害（ASD）の症状が現れる。ASD小児に対して、抗うつ薬の選択的セロトニン再取り込み阻害薬（SSRI)を投与した臨床研究がある。2歳から5歳の57人のFXS患者に対してセルトラリンを使用して二重盲検法による試験が行われたが、一次エンドポイントは失望的な結果に終わった。しかしながら、認知症、視覚受容スコアの改善、社会的相互作用の改善、早期表現言語の発達などでは有意性が認められた。

## 動物実験
ミノマイシンは、脆弱X症候群を再現したマウス (FMR1-KOマウス)の異常行動を改善させることが知られるが、副作用の問題があるために人間での臨床実験は行われていない。また糖尿病治療薬のメトホルミンは、同じく脆弱X症候群を再現したハエ (FMR1-KOハエ)の記憶障害を改善する。FMR1-KOマウスでも症状の改善効果が認められている。抗肥満薬として開発されたリモナバンは、カンナビノイド受容体1（CB1）の選択的アンタゴニストで、うつ病、不安、自殺企図といった副作用のために製造中止となったが、低用量においてFMR1-KOマウスの海馬における神経回路の状態を改善し、学習力と記憶力を改善するとされる。

## 資料
- Verkerk, A.J., et al. Identification of a gene (FMR-1) containing a CGG repeat coincident with a breakpoint cluster region exhibiting length variation in fragile X syndrome.  Cell. 65, 905-914, 1991